# Harry Potter és a Halál ereklyéi
A Harry Potter és a Halál ereklyéi J. K. Rowling népszerű Harry Potter-sorozatának hetedik, befejező kötete.
A könyv 2007. január 11-én készült el, címét azonban az írónő már 2006. december 21-én bejelentette. Az utolsó kötet angol eredetije 2007. július 21-én 00:01-kor jelent meg, magyar nyelvű változata pedig 2008. február 9-én, Tóth Tamás Boldizsár fordításában, az Animus Kiadónál.
Az eredeti angol cím (Harry Potter and the Deathly Hallows) jelentése többértelmű, a Harry Potter és a halálos/gyilkos szentek/ereklyék egyaránt az angol cím lehetséges tükörfordításai lennének, ezért J. K. Rowling a fordítók számára egy alternatív címet is megadott: Harry Potter and the relics of death, ami tükörfordításban megegyezik a magyar fordítás tényleges címével.
Rowling így nyilatkozott naplójában az utolsó kötetről:
Noha mindegyik eddigi Potter-kötethez sok szállal kötődöm, mégis a Halál ereklyéi a kedvencem, és ez a legnagyszerűbb módja a sorozat befejezésének.

## Ajánlás és mottó
A Halál ereklyéi ajánlása „hétfelé van osztva” (utalás a horcruxokra): Neilnek, Jessicának, Davidnek, Kenzie-nek, Dinek, Anne-nek és az olvasónak szól. A kígyózó alakban szedett szöveg utalhat Harry sebhelyére, de a sorozat számos kígyómotívumára is: Naginire, a párszaszájúságra, Mardekárra stb. Az angol nyelvű ajánlás első és utolsó szava középre van szedve: The…/…end. A mű elején, a sorozatban egyedülálló módon, két idézetet is találunk; az egyik Aiszkhülosz Áldozatvivők c. tragédiájából, a másik William Penn A magány újabb gyümölcsei c. könyvéből származik. Az első idézet:
Kínja e törzsnek, ó,
jaj, keserű nagy átok
vérbevegyült csapása!
Nyögő, el se viselhető gond!
Verő, el nem emésztő kín!
Máshol ezekre nincs
ír sehol, csak e házban,
máshol vérbevegyült viszályban.
A lenti isteneké e himnusz.
Boldogok ott lenn, az imám fületek
érje el, és már küldjetek üdvöt,
győzelmet a sarjaitoknak.
A második idézet:
Mint tenger köztük, annyi csak barátoknak a halál: egymásban élnek akkor is.

Hisz' mind itt kell legyen, ki abban él s szeret, mi mindenütt jelen.
Mennyei tükör, mely színről színre láttat, szabadon egymást s bűntelen.
Ez nyújt barátnak enyhet, legyen bár múlandó mind, a barát s a társ,
köztük a legtisztább kötelék mégis örök, mert halhatatlan.

## A történet
A regény cselekményének alábbi összefoglalója nem fejezetekre, hanem témákra van osztva, azonban követi az elbeszélés menetét.
|  | Alább a cselekmény részletei következnek! |

### Az előkészületek
Harry Potter védettsége a Dursley-házban lejár a 17. születésnapján, ezért a Főnix Rendje úgy határoz, elkülönítik és biztonságos helyre viszik Harryt és Dursley-éket. Mivel támadástól tartanak, százfűlé-főzet segítségével hat ál-Harryt is bevetnek elterelésként, Voldemort és a halálfalók azonban felismerik és üldözőbe veszik az igazit. Harry épp hogy csak el tud menekülni Hagriddal az Odúba, Hedvig és Rémszem Mordon viszont meghalnak. George is megsérül, Perselus Piton egyik találata, a Sectumsempra lemetszi az egyik fülét.
Ron és Hermione Harry tiltakozása ellenére megerősítik, hogy Harryvel tartanak a horcruxok felkutatása során. Annak érdekében, hogy a Harryt kereső halálfalók ne tudjanak majd kizsarolni információt a szülőkből, mindketten óvintézkedéseket tettek: Hermione Ausztráliába küldte a szüleit, módosította emlékezetüket, így azok most nem tudják, hogy egyáltalán van egy lányuk, Ron pedig a padlásszellemüket tette hasonlatossá saját magához: a terv szerint befektetik Ron szobájába, a szülők azt fogják mondani az érdeklődőknek, hogy súlyosan fertőző beteg – így senki nem akar majd közelebb menni hozzá, nem kell megszólalnia sem.
Néhány nappal később megérkezik Rufus Scrimgeour, a mágiaügyi miniszter, hogy átadja Harrynek, Ronnak és Hermionénak a Dumbledore által rájuk hagyott holmikat: Roné lesz Dumbledore önoltója, amelybe fényt lehet bezárni; Hermione egy rúnákkal írt, gyermekmeséket tartalmazó könyvet kap (Bogar bárd meséi); Harry pedig Griffendél Godrik kardját, valamint azt a cikeszt, amelyet élete első kviddicsmeccsén kapott el. A minisztérium azonban nem adja át a kardot, mondván, az valójában közkincs, így Dumbledore nem is végrendelkezhetett felőle. Mind a miniszter, mind a trió gyanítják, hogy Dumbledore valamit bezárt a cikesz belsejébe. Tudják, hogy a cikesz mágikus tulajdonsága, hogy később is felismeri azt, aki először érintette. Mindazonáltal, amikor a miniszter Harry kezébe adja a cikeszt, nem történik semmi. Harry azonban emlékszik, hogy azon a bizonyos meccsen a szájával kapta el a cikeszt. Scrimgeour távozása után a szájához emeli, s azon megjelenik egy addig rejtett felirat Dumbledore kézírásával: „Ott nyílok, ahol zárul.”

### A kutatás
Bill és Fleur esküvőjére az Odúban kerül sor. Harry jelen van, de mivel az egész országban őt keresik, százfűlé-főzet segítségével egy vörös hajú mugli gyereknek álcázza magát, és azt mondják róla a vendégeknek, hogy a Weasley család egy tagja. A vendégek között feltűnik Viktor Krum is, valamint Luna Lovegood és apja, Xenophilius Lovegood, akinek extravagáns öltözetét egy furcsa, háromszög alakú, szemre emlékeztető jelvény díszíti. A lakodalom hangulata már magasra hág, amikor hirtelen megjelenik Kingsley Shacklebolt patrónusa, és figyelmeztet mindenkit, hogy a minisztérium elbukott, Scrimgeour meghalt, és hogy „jönnek”. Másodpercekkel később halálfalók érkeznek, akik ugyan nem tudják, hogy Harry is ott van, de információt remélnek hollétéről. (Később kiderül, hogy halála előtt Scrimgeourt megkínozták, de nem adta ki Harry hollétét.) Harry, Ron és Hermione elmenekülnek a támadás elől, és az elhagyott Black-házban találnak menedéket, ahol rájönnek, hogy az „R. A. B.” monogram Regulus Arcturus Blacket takarja. Regulus történetét Sipor meséli el nekik:
Annak idején Voldemort – Regulus felajánlása révén – Siport vitte magával, hogy eszközül használhassa a horcrux elrejtéséhez. Amikor utóbb Regulus rájött, hogy Voldemort valójában miben mesterkedik, megdőlt az urába vetett bizalma. Siporral a barlangba hoppanált, megbízta, hogy a medált semmisítse meg, őt pedig hagyja sorsára. Regulus tehát feláldozta magát, az inferusok áldozata lett. Sipor dehoppanált, és próbálta tartani a szavát, de a horcruxot nem tudta megsemmisíteni. A medált azonban mindaddig őrizte a Black-házban, amíg Sirius halála után Mundungus Fletcher el nem lopta tőle.
Sipor megbékél Harryék iránt, Harry pedig megbízza, hogy kerítse elő neki Mundungust. Amikor ez sikerül, megtudják, hogy Mundungust tiltott árusításon kapta egy „varangy kinézetű” minisztériumi boszorkány, aki azonban nem büntette meg, hanem hagyta magát megvesztegetni, mégpedig a medállal. Így jut a trió tudomására, hogy Mardekár nyakláncának jelenlegi birtokosa Dolores Umbridge. Nymphadora Tonks férje, Remus Lupin látogatja meg a fiatalokat, és közli velük a harc állását, valamint azt, hogy beállna negyediknek. Harry ezt visszautasítja, miszerint Lupinnak a felesége és születendő gyermeke mellett a helye. Harry egyik reggel a Reggeli Prófétából megtudja, Voldemort és halálfalói kiterjesztették hatalmukat a Roxfortra, és Piton lett az új igazgató, a másik két halálfaló, Amycus Carrow sötét varázslatok kivédése (később már csak sötét varázslatok), testvére (Alecto) pedig mugliismeret tanár lett.
Bő egy hónapos tervezgetés után a fiatalok százfűlé-főzettel behatolnak a minisztériumba, és megszerzik a horcruxot. Menekülés közben némi baleset történik, így nem tudnak visszatérni a Grimmauld térre, ehelyett egy erdőben kötnek ki – onnantól fogva bujdosnak, és azon töprengenek, hogy egyrészt miként tudnák megszerezni a többi horcruxot, másrészt hogyan lehetne ezt az egyet elpusztítani. Nomád életük során azt a sátrat használják, amelyben a Kviddics Világkupa döntője alatt aludtak. (A sátrat – sok más hasznos holmival és több tucat könyvvel egyetemben – Hermione hordja magával egy térbővítő bűbájjal kezelt, kívülről aprónak látszó retikülben.)
Néhány hónapnyi bujdosás után a trió véletlenül kihallgatja Dean Thomas és két társa beszélgetését, amelyből megtudják, hogy a minisztérium által Harrytól elkobzott kardot a Gringottsban helyezték biztonságba, azonban – ezt a minisztérium emberei és a halálfalók nem tudják – ez a kard hamisítvány: az eredeti kard holléte ismeretlen.
Amikor Harry többször akaratlanul is kapcsolatot létesít Voldemort elméjével, megtudja: Voldemort egyre több embert öl meg, és Ollivandert is megkínozza, mivel egy bizonyos pálcát keres.
Harry kifaggatja Phineas Nigellus portréját, és megtudja, hogy Dumbledore a gyűrű-horcruxot Griffendél eredeti kardjával semmisítette meg. Mivel semmilyen más módon nem tudják elpusztítani a medált, Harry meg akarja találni az igazi kardot, közben azonban Ron elbizonytalanodik a küldetésüket illetően, és otthagyja őket. Harry és Hermione Godric’s Hollow-ba megy, azt remélve, Dumbledore ott rejtette el a kardot. Harry végre megláthatja szülei sírját, emellett azonban fölfedeznek egy ősrégi sírkövet is, amelyen ugyanazt a szimbólumot látják, mint amit Luna apja viselt az esküvőn. Godric’s Hollow azonban csapdának bizonyul: Voldemort és a kígyója, Nagini rajtuk ütnek, a menekülés során pedig Hermione egyik átka véletlenül eltöri Harry pálcáját.
Egy éjszaka, miközben Hermione alszik, egy őzsuta alakú patrónus jelenik meg táborhelyük közelében, és elvezeti az épp őrködő Harryt Griffendél valódi kardjához, ami egy tó fenekén van. Amikor Harry lemerül a vízbe, és magához venné a kardot, a nyakába akasztott medál-horcrux fojtogatni kezdi. Az épp ekkor visszatérő Ron menti meg, ő szerzi meg a kardot, majd megsemmisíti vele a horcruxot. Kiderül, hogy Ron a Dumbledore-tól kapott önoltó segítségével talált vissza hozzájuk.

### AHalál ereklyéi
Hermione fölfedezi, hogy a Dumbledore-tól kapott, rúnákkal írt könyvben is szerepel a titokzatos szimbólum.Itt Xenolophius rajzolja le a szimbólumot. Eszükbe jut, hogy még a nyáron, Bill és Fleur esküvőjén látták Xenophilius Lovegoodot (aki a lapjában rendszeresen kiáll Harry Potter mellett) ezt a jelképet viselni, ezért elhatározzák, hogy felkeresik és kifaggatják, mi is ez a jel valójában.
Mr Lovegood elmondja nekik, hogy a szimbólum a Halál ereklyéit jelképezi; három legendás tárgyat, melyek egyidejű birtoklásával az ember a halál urává válhat. Ezek: A párbajban (elvileg) verhetetlen Pálcák Ura, a holtakat visszahozó Feltámadás Köve és a láthatatlanná tévő köpeny. Beszélgetés közben azonban halálfalók ütnek rajtuk: Xenophilius titokban megüzente ottlétüket a minisztériumnak, remélve, hogy ezért cserébe elengedik túszul ejtett lányát, Lunát. A triónak sikerül elmenekülnie, ám Hermione kételkedik, hogy ezek az ereklyék léteznek-e egyáltalán. Harry azonban biztos benne, hogy az ő láthatatlanná tévő köpenye a Halál egyik ereklyéje.
Harry egyik este figyelmetlenségből kimondja Voldemort ('tabu'-átokkal sújtott) nevét, és ezzel aktívál egy riasztó átkot és megtöri a rejtekhelyüket védő varázslatokat is. Egy Fenrir Greyback nevű vérfarkas vezette kommandó elfogja és a Malfoy-kúriába, a halálfalók főhadiszállására hurcolja őket. Itt van még rajtuk kívül Mr. Ollivander, Dean Thomas, Luna Lovegood és Ampók, a kobold.
Mivel megtalálják náluk a kardot, Bellatrix Lestrange attól tart, hogy betörtek a Gringotts-beli széfjébe. Váratlanul megérkezik Dobby, a házimanó, hogy kiszabadítsa őket, de közben rájuk talál Peter Pettigrew. A dulakodás közben emlékezteti Petert a tartozására (Harry mentette meg Peter életét Remus és Sirius bosszújától), aki egy pillanatra elbizonytalanodik, ami elég ahhoz, hogy a Voldemorttól kapott műkeze ellene forduljon, és megölje. Menekülés közben Harry megszerzi Bellatrix és Draco Malfoy pálcáját, az épp dehoppanáló Dobbyt azonban megöli a Bellatrix kezéből feléjük hajított tőr.
Dobby halála nagyon megrendíti Harryt, és miközben kézzel, varázslat nélkül ássa neki a sírt, összeáll fejében a kép. Rájön, hogy az egyik horcrux Bellatrix széfjében lehet, és hogy a Bodzapálca utolsó birtokosa Dumbledore volt. Látomásban tudomást szerez róla, hogy Voldemort a Roxfortban van, felnyitja Dumbledore sírját, és magához veszi belőle a legyőzhetetlen pálcát.
|  | Itt a vége a cselekmény részletezésének! |

## Horcruxok
1. Tom Denem naplója (amit még másodikban részben elpusztít Harry)
2. Rowle Gomold gyűrűje (amit Dumbledore pusztít el)
3. Mardekár Malazár medálja (ezt Ron pusztítja el Griffendél Godrik kardjával)
4. Hugrabug Helga kelyhe (ezt Hermione pusztítja el a baziliszkusz fogával)
5. Hollóháti Hedvig diadémja (Vincent Crak Táltostüze pusztítja el)
6. Nagini (ezt Neville Longbottom pusztítja el Griffendél Godrik kardjával)
7. Harry Potter (Voldemort halálos átkot küldött Harryre, de nem ő hal meg, hanem a benne lévő lélektöredék)

### Az utolsó nap eseményei
Hosszas előkészület után a trió betör a Gringottsba, és meg is szereznek egy horcruxot: Hugrabug Helga kétfülű, borzmintás kelyhét, Griffendél kardja azonban elvész. A Gringottsból a kincseket őrző sárkány hátán menekülnek el. Voldemort rájön, hogy felfedezték horcruxait, és a többiért való aggodalmában, a Harryvel fennálló telepatikus kapcsolaton keresztül akaratlanul felfedi neki, hogy Roxfortban is el van rejtve egy horcrux.
A trió azonnal Roxmortsba hoppanál, ahol a halálfalókat figyelmezteti a sziréna- és riasztóbűbáj. A csapdából Dumbledore öccse, Aberforth menti ki őket. Aberforth elmondja a Dumbledore után kíváncsiskodó Harrynek: Albus fiatalabb korában nagyon jó barátja volt egy Gellert Grindelwald nevű fiúnak. Egy alkalommal azonban a fivérek és Grindelwald vitába keveredtek, ami párbajjá fajult, s ennek során egy eltévedt átok (amelyről soha nem derült ki, valójában kitől származott) megölte Dumbledore-ék jelen lévő húgát, a lelkileg sérült Arianát. Évtizedekkel később Albus párbajban legyőzte és börtönbe juttatta egykori barátját, az addigra már nyíltan sötét varázslóként tevékenykedő Grindelwaldot, s megszerezte tőle a Pálcák Urát.
Aberforth segítségével és Neville Longbottom vezetésével a trió bejut a Roxfortba egy addig ismeretlen átjárón. Figyelmeztetik a tanárokat Voldemort közelgő érkezésére, akik a kiskorú tanulók evakuálása mellett döntenek, és felkészülnek a harcra. A két halálfaló tanárt, Amycust és nővérét, Alectót Minerva McGalagony professzor, Harry és Luna Lovegood elkábítja, majd a tanárnő megkötözi őket, Perselus Piton-t pedig a többi házvezetővel elüldözi. Mialatt a titkos átjárón mind a Főnix Rendjének, mind Dumbledore Seregének tagjai megérkeznek az iskolába, a halálfalók körülzárják a kastélyt. Amíg a Voldemorthoz hű erők ostromolják a Roxfortot, Harry kideríti, hogy a keresett horcrux Hollóháti Hedvig fejdísze, és eszébe jut, hogy már látta azt a Szükség Szobájában. Ezalatt Ron és Hermione behatolnak a Titkok Kamrájába, hogy a halott baziliszkusz fogait magukhoz vegyék, Hermione pedig megsemmisíti vele Hugrabug kelyhét. A Szükség Szobájában a triót feltartóztatja Draco Malfoy, Crak és Monstro. Crak rosszul végez el egy igen veszélyes varázslatot, mely végül megöli őt, és elpusztítja a fejdíszt is. A fellobbanó táltostűzből Dracót és Monstrót Harryék mentik meg. Nem sokkal később a kastély egyik folyosója és falának egy része beomlik, s Fred Weasleyt a törmelék közt éri a halál. A küzdelembe apránként bekapcsolódnak – Sipor vezetésével – a roxforti házimanók, az óriás Gróp, a Tiltott Rengetegben élő kentaurok és az egy éve meghalt Aragog pókjai.
Harry újabb látomásban megtudja, hogy Voldemort a Szellemszálláson tartózkodik. Odasiet, és tanúja lesz a Sötét Nagyúr és Perselus Piton drámai párbeszédének. Voldemort úgy hiszi, hogy amikor Piton megölte a Pálcák Ura előző tulajdonosát, Dumbledore-t, ő lett a bodzapálca igazi gazdája, így Piton halála szükséges ahhoz, hogy a pálca teljes hatalmával szolgálja őt. Nagini – gazdája parancsára – megöli Pitont, Voldemort pedig eltávozik. Piton utolsó erejével átadja Harrynek emlékeit, s a szemébe nézve hal meg. Harry elválik társaitól, s az emlékeket Dumbledore merengőjébe töltve megtudja, hogy Piton mindig is hűséges volt Dumbledore-hoz, mivel egész életében szerelmes volt Lily Evansbe, Harry édesanyjába. Dumbledore halálosan megsérült a Rowle Gomold gyűrűjén ülő átok miatt. Piton mentette meg az életét, de csupán egy évet tudott nyerni számára. Dumbledore megkérte Pitont, hogy ha eljön az idő, ölje meg őt. Ezzel elejét vette, hogy Draco (akire a Sötét Nagyúr e feladatot bízta) gyilkossá váljék és önmagának is méltóságteljes halált biztosított. Piton volt az is, aki az őzsuta patrónust küldte, ami elvezette Harryt Griffendél kardjához. Harry azt is megtudja, hogy amikor egyéves korában Voldemort végezni akart vele, ellensége lelkéből kiszakadt egy lélekdarab, amely bevette magát a szobában jelen lévő egyetlen élőlény (vagyis Harry) testébe, így ő maga is horcruxszá vált. Voldemortot tehát nem lehet megölni, míg Harry életben van.
Elfogadva sorsát, Harry egyedül megy a Tiltott Rengetegbe, ahol Voldemort vár rá. Mivel számára valóban „itt zárul” minden, Harry ki tudja nyitni a Dumbledore-tól kapott cikeszt, és megtalálja benne a Feltámadás Kövét. A kő segítségével megjelenik neki apja, James Potter és anyja, Lily Potter, Sirius Black, valamint a csatában nem sokkal korábban elesett Remus Lupin. Halott szerettei megvigasztalják és megerősítik Harryt, aki így a dementorok közelsége ellenére is megőrzi lélekjelenlétét, szembenéz a halállal, és emelt fővel hagyja, hogy Voldemort lesújtson rá az Avada Kedavra átokkal. Ez meg is történik, a zöld fénycsóva eltalálja Harryt, s ő összeesik.
A következő jelenet élet és halál határmezsgyéjén játszódik. Harry egy kihalt, nem evilági helyen kel fel a földről, amely őt a King’s Cross pályaudvarra emlékezteti. Itt a halott Albus Dumbledore-ral találkozik, aki széles jókedvvel fogadja, és mindent elmagyaráz neki, többek között azt, hogy a halálos átok hatására a Harryben lakozott lélekrész megsemmisült, Harry pedig mindaddig védelem alatt áll, amíg a Lily védőbűbáját hordozó vére Voldemort testében is csörgedezik. Harry választhat, hogy továbbmegy-e, vagy visszatér a földre, teljesíteni küldetését. Harry úgy dönt, hogy szembeszáll Voldemorttal, vagyis visszatér.
Az erdőben tér magához – valószínűleg abban a pillanatban, hogy összeesett. Halottnak tetteti magát, és Voldemort az elfogott Hagridot kényszeríti, hogy a „holttestet” - mint győzelmi trófeát - vigye a kastélyba. Az iskolába erősítés érkezik Roxmorts faluból; Neville előhúzza Griffendél kardját a Teszlek Süvegből, és levágja Nagini fejét, megsemmisítve ezzel az utolsó horcruxot is. A kavarodásban Harry a láthatatlanná tévő köpeny alá bújik; a végső összecsapás színhelye az iskola nagyterme. Bellatrix Lestrange-dzsel Mrs. Weasley végez, Voldemorttal azonban senki nem bír.
Harry fölfedi magát, és mindenkit utasít, hogy ne avatkozzon közbe: ezt a feladatot neki kell beteljesítenie. Hosszasan kerülgetik egymást, pálcával a kézben, és Harry mindazt elmondja Voldemortnak, amit megtudott és megértett. Elmondja, hogy Piton végig Dumbledore embere volt, és hogy amikor Draco Malfoy lefegyverezte Dumbledore-t, tudtán kívül ő lett a Pálcák Ura gazdája. Amikor Harry a Malfoy-kúriában legyőzte Dracót, és elvette tőle saját pálcáját, a Pálcák Ura az ő tulajdonába szállt – hiába van az most épp Voldemort kezében. Harry megpróbálja bűnbánatra inteni Voldemortot, aki azonban – amint a kelő nap első sugara bevilágítja a nagytermet – az Avada Kedavra átkot szórja Harryre, aki ezzel egy időben a Capitulatus bűbájt szórja támadójára. A két varázslat összecsap, azonban a gyilkos átok visszahull Voldemortra és megöli őt: a Pálcák Ura képtelen volt megölni igazi gazdáját. A csatának vége, az áldozatok között van Lupin és felesége, Tonks is. Malfoy és családja ezután kegyelmet kap, a halálfalókat pedig elfogják.

### Epilógus
A történet utószavában, mely tizenkilenc évvel később, szeptember 1-jén játszódik a Roxfort-expressz indulása előtti percekben, Harrynek és Ginnynek három gyereke van: James Sirius Potter, Albus Perselus Potter, és Lily Luna Potter. Ron és Hermione két gyermekét Rose-nak és Hugónak hívják. Draco Malfoy fia, Scorpius is most lesz elsős; Harry és Malfoy távolról, kimérten, de nem barátságtalanul biccentenek egymásnak. Neville-ről megtudjuk, hogy gyógynövénytant tanít a Roxfortban, és Harryék közeli barátja. Lupin és Tonks árván maradt fia, Ted (Harry keresztfia) szemlátomást boldog: a jelek szerint Victoire-nak (Bill és Fleur legidősebb lányának) udvarol.
Harry azt mondja Albus fiának (aki nem akar a Roxfortban a Mardekár-házba kerülni), hogy Perselus Piton, akiről a nevét kapta, valószínűleg a legbátrabb ember volt, akit Harry valaha is ismert, és ha a Teszlek Süveg történetesen a Mardekárba osztaná őt be, akkor sincs semmi baj: legfeljebb a Mardekár-ház egy klassz sráccal gazdagodik. Azt is hozzáteszi, hogy a Süveg tekintetbe veszi az ember kívánságát is. Harry felidézi a pillanatokat, amikor azt kérte, hogy a Griffendélbe kerüljön a Mardekár helyett.
Harry nézi a távolodó vonatot. A sebhelye tizenkilenc éve nem fájt. „Minden rendben volt körülötte” – e mondattal zárul a regény és az egész Harry Potter-sorozat.

### Meghalt szereplők listája
E kötetben az alábbi szereplők haltak meg, a következő sorrendben:
- Bathilda Bircsók mágiatörténész, (pontosan nem derül ki, mikor halt meg)
- Charity Burbage mugliismeret-tanár
- Hedvig, Harry hírvivő baglya
- Alastor Mordon, más néven Rémszem Mordon
- Rufus Scrimgeour mágiaügyi miniszter
- Ismeretlen nő a gyerekeivel Gregorovics volt házában
- Gregorovics pálcakészítő
- Ted Tonks, Nymphadora Tonks apja
- Dirk Cresswell
- Gornuk kobold
- Peter Pettigrew, halálfaló, de régen Harry apja, James Potter egyik legjobb barátja volt
- Dobby házimanó, a szabad manó
- Gellert Grindelwald, sötét varázsló, Dumbledore egykori barátja
- Bogrod kobold
- Ampók kobold
- Vincent Crak, Malfoy barátja
- Fred Weasley, George Weasley ikertestvére, Ron és Ginny bátyja
- Remus Lupin auror, egykori SVK -tanár, vérfarkas, Nymphadora Tonks férje
- Nymphadora Tonks auror, Remus Lupin felesége
- Perselus Piton roxforti tanár, Dumbledore hű embere
- Colin Creevey, Ginny Weasley osztálytársa
- Nagini, Voldemort kígyója
- Bellatrix Lestrange halálfaló
- Voldemort
- Lavender Brown, Ron volt barátnője. Nem biztos, de valószinüleg Fenrir Greyback ölte meg.

Rajtuk kívül még 46 szereplő a „jók” közül (a nevüket nem említik), valamint a halálfalók nagy része, feltételezhetően pár házimanó és kentaur is. Az akromantulák, vagyis az óriáspókok kiirtására is találunk utalást. Voldemort megöli Harryt, de a varázslat csak a benne lévő lélekdarabot öli meg, amely egyben horcruxnak is vehető.
|  | Itt a vége a cselekmény részletezésének! |

## Rowling nyilatkozatai
Mivel végre nem kell többet titkolóznia, J. K. Rowling sok mindent elárult még a szereplőkről egy interjúban és egy internetes beszélgetésen. Rowling plusz információkat adott, olyanokat, amelyeket nem írt meg az epilógusban. (Mint nyilatkozta, az epilógus korábban sokkal hosszabb volt, a 19 év alatt született összes Weasley nevét is tartalmazta. Később Rowling lerövidítette, hogy könnyebb legyen a búcsú.)
- Harry auror lett, az Auror Parancsnokság vezetője. Arthur Weasley megjavította Sirius motorkerékpárját, melyet így most Harry birtokol. Ginny-vel összeházasodott. Mivel Voldemort lélekdarabkája már nincs Harry-ben, Harry nem tud párszaszóul.
- Ronból is auror lett. Csatlakozott testvéréhez, George-hoz a csodabazáros üzletben. Felesége Hermione.
- Hermione a minisztériumban a Varázslény-felügyeleti Főosztályon kezdte karrierjét és nagyban hozzájárult a házimanók életszínvonalának javításához. Később a Varázsbűnüldözési Főosztályra ment át, ahol már igen magas rangban van. 2019-ben mágiaügyi miniszter lett. Ronhoz ment feleségül. Megtalálta szüleit és levette róluk az emlékmódosító bűbájt.
- Ginny a Holyhead-i Hárpiákban játszott egy darabig, majd visszavonult az aktív sporttól, hogy felnevelje Harry-vel közös 3 gyereküket. Később a Reggeli Próféta Kviddics levelező rovatának fő válaszadója lett.
- Voldemort bűnei túlságosan súlyosak voltak ahhoz, hogy szellemként visszatérhessen. A visszataszító alak, akit maga Harry is látott a túlvilági "King's Cross pályaudvaron", ő volt.
- George folytatta a viccbolt vezetését. Később összeházasodott egykori évfolyamtársával, Angelina Johnsonnal, akitől két gyermeke született; Fred, akit a fiú ikertestvére után neveztek el, valamint Roxanne.
- Draco Malfoy is megházasodott: feleségül vette Astoria Greengrasst, majd később egy fiuk született, akit Scorpiusnak kereszteltek.
- Luna Lovegood egyfajta természettudós lett, aki körülutazta a világot, furcsa és egyedi élőlényeket keresve. Házas, férje Rolf, Goethe Salmander unokája.
- Percy Weasley feleségül vett egy Audrey nevű lányt, akitől két gyereke született: Molly és Lucy.
- Dolores Umbridge-ot letartóztatták, majd bíróság elé állították a mugli születésűek ellen elkövetett bűncselekmények miatt. Életfogytig tartó Azkaban-fogságra ítélték.
- Cho Chang feleségül ment egy muglihoz.
- Neville Longbottom a Roxfortban kezdett dolgozni: miután Bimba professzor nyugdíjba vonult, McGalagony professzor felajánlotta neki a megüresedett gyógynövénytan tanári posztot. Neville feleségül vette egykori hugrabugos évfolyamtársát, Hannah Abbottot, aki a Foltozott Üst tulajdonosnője lett.
- A Roxfort igazgatónőjévé Minerva McGalagony professzort nevezték ki.
- Billnek és Fleurnek három gyereke született: Victoire (akit a roxforti győzelem emlékére neveztek el), Dominique és Louis.
- Voldemort uralmának megdöntése után Kingsley Shacklebolt lett az új mágiaügyi miniszter. Kingsley nem engedte, hogy dementorok legyenek az Azkaban őrei.
- A Mardekár-ház meglehetősen felhígult, már nemcsak és kizárólag aranyvérűek járnak ide (ez persze korábban sem volt így: például Tom Denem és Perselus Piton sem voltak aranyvérűek).
- Voldemort sötét varázslatok kivédése tanári állásra kimondott átka halála után megtört, immár egy állandó tanár tölti be posztot évek óta. Harry számos alkalommal ellátogatott az órákra, hogy előadásokat tartson a tanulóknak a sötét varázslatokról.
- Harry és Ron nem mentek vissza az iskolába, a háború utáni tárgyalásokban és a varázslótársadalom újjászervezésében vettek részt, míg Hermione visszatért befejezni az utolsó évet.

## Magyarul
- Harry Potter és a halál ereklyéi; ford. Tóth Tamás Boldizsár; Animus, Bp., 2008

## Filmváltozat
Harry Potter és a Halál ereklyéi 1., Harry Potter és a Halál ereklyéi 2.
A rendező, David Yates nyilatkozata szerint a regénysorozat utolsó kötetét a rajongók kérésére két filmben dolgozták fel: az első részt 2010. november 25-én mutatták be Magyarországon, a másodikat pedig 2011. július 15-én vetítették.

## Lásd még
- Harry Potter-kronológia

## Külső hivatkozások
- Fejezetenkénti összefoglaló (Darkarts.hu, l. a Könyv rovatot)
- Fejezetenkénti összefoglaló Archiválva 2007. augusztus 7-i dátummal a Wayback Machine-ben (a Lumos.hu fórumán)
- A Roxfort Boszorkány- és Varázslóképző Szakiskola oldala
- hvg.hu: Több száz Harry Potter-kötet kelt el hajnalban
- Harry Potter.lap.hu
- Angol-magyar Potter-szótár
- Animus Kiadó – a könyvek hivatalos magyarországi forgalmazója
- Alig termel nyereséget az új Harry Potter (Index, 2007. június 12.)
- Túl sokan fogadnak Harry Potter halálára (Velvet, 2007. július 14.)